# Игор Додон
Игор Додон (молд. Igor Dodon; Садова, Молдавска ССР, 18. фебруар 1975) је политичар и бивши председник Молдавије.

## Биографија
Студирао је економију на Пољопривредном Државном универзитету Молдавије и докторирао је 1998. године на Академији за економских студија Молдавије. Од 1997. до 2005. године, радио је као асистент и предавач у академској области.
Ожењен је и има троје деце.
Додон себе сматра Про-руским политичарем, који жели да федерализује Молдавију која би обухватила регион непризнате државе Придњестровља који не признаје власт у Кишињеву и у којем је смештено више од 1.000 припадника руских трупа. У изборној кампањи такође је обећао да ће обновити трговниске везе са Русијом и Молдавију приближити Евроазијској унији.
На председничким изборима у Молдавији 13. новембра 2016. у другом кругу побеђује Мају Санду са 52,11% освојених гласова и тиме постаје нови председник Молдавије.